# Крохотный древолаз
Крохотный древолаз (лат. Excidobates captivus) — вид бесхвостых земноводных из семейства древолазов, обитающий в Южной Америке.

## Описание
Это один из самых маленьких видов амфибий — взрослые особи достигают 15—17 мм в длину. Взрослые особи чёрные с красно-оранжевыми пятнами. Жёлтые пятна на спине выше подмышки и в паху. Бледно-жёлтые пятна проходят на брюшной стороне под подбородком, под бёдрами и нерегулярно на животе и груди. Первый палец короче второго, хотя хорошо развит.
Головастик бледно-серый яйцевидный. Зубная формула 2(2)/3(1).

## Распространение
Эндемик Перу, но также может встречаться на юге Эквадора. Обитает на поверхности во влажных лесах, но головастиков относит на спине на листья бромелиевых.

## История открытия
Этот вид был повторно открыт в 2006 году, 77 лет спустя после первоначального обнаружения. Предыдущие авторы обозначали этот вид как D. mysteriosus (Myers 1982) или Adelphobates (Grant et al. 2006). Туми и Браун (2008) отнесли этот вид к новому роду, Dendrobates, на основе молекулярных данных и морфологии.